# Gmina Fremont (hrabstwo Butler)

Położenie Gminy Fremont w hrabstwie Butler

Gmina Fremont (ang. Fremont Township) – gmina w USA, w stanie Iowa, w hrabstwie Butler. Według danych z 2000 roku gmina miała 382 mieszkańców.